# Навойка
Навойка ([naˈvɔi̯ka], XIV век — XV век) — полька, переодевавшаяся в мужскую одежду, чтобы учиться в Краковском университете в XV веке. Позже стала монахиней. Считается первой студенткой и учительницей в Польше.

## Обзор
Историю о ней впервые рассказал аббат Мартин Лейбицкий (ум. 1464) в Вене примерно в 1429 году. Существует несколько различных версий легенды.
По одной из версий, она была дочерью учителя церковной школы в Гнезно, обучавшейся у своего отца и решившей продолжить обучение любыми средствами. По другой версии, эта девушка унаследовала состояние, оставшись сиротой. В ещё одном варианте истории («[это] утверждение так же хорошо задокументировано, как и любое другое») она была родом из Добжини-над-Вислой. В любом случае, переодевшись мальчиком, она поступила в Краковский университет, назвавшись Анджеем (или Якубом; есть сообщения о двух вариантах использованного имени). В то время женщинам было запрещено посещать университеты.

## Открытие
Навойка проучилась два года, зарекомендовав себя хорошей ученицей и исследовательницей. Согласно, возможно, более позднему дополнению к истории, один из профессоров предложил ей работу, помогать по дому, но она отказалась: в то время слуги должны были сопровождать своих хозяев в общественной бане.
Версии о том, как она была разоблачена, расходятся: согласно одной, двое солдат поспорили, является ли женщиной проходящий мимо студент, и разоблачили её; по второму, её раскрыл сын войта из Гнезно, поступивший в училище; по третьему, она заболела и обследовавший её врач узнал правду.
Когда её привели к властям для объяснения причин обмана, она просто ответила: «Ради учёбы». Когда власти допросили её однокурсников и преподавателей, они не смогли найти никого, кто мог бы обвинить её в аморальном поведении. Её успеваемость в студенческие годы была превосходной. Она не была признана виновной ни в каком преступлении, но судьи не захотели полностью оправдать её. По словам Мартина Лейбицкого, она попросила, чтобы её отправили в монастырь. Там она приняла постриг, стала учительницей и руководительницей монастырской школы, а со временем и настоятельницей.
Эта история может быть правдой, а может и не быть. Некоторые историки утверждают, что если это правда, то время её пребывания в университете пришлось примерно на 1407—1409 годы.

## Наследие
Ягеллонский университет не позволял женщинам учиться вплоть до 1897 года и занимать академические должности до 1906 года. Именем Навойки было названо первое женское общежитие университета, открытое в 1936 году. Её именем также названа одна из улиц Кракова.